# АЭС Пенли
АЭС Пенли (фр. Centrale nucléaire de Penly) — атомная электростанция, расположенная на территории коммун Сен-Мартен-ан-Кампань и Пенли на побережье Ла-Манша, между Ле-Трепором (в 20 км на северо-востоке) и Дьепом (в 15 км на юго-западе), в 70 км от Руана в департаменте Приморская Сена.  
Эксплуатирующей организацией станции является Électricité de France .
АЭС Пенли оснащена двумя реакторами типа PWR. Для охлаждения используется вода из Ла-Манша.
В январе 2009 года правительство Франции объявило, что на АЭС Пенли будет дополнительно установлен реактор третьего поколения - EPR. Началом строительства был объявлен 2012 год, а годом запуска – 2017. Однако события на АЭС Фукусима-1 в Японии поставили под сомнение дальнейшее развитие атомной энергетики Франции и проект строительства третьего реактора на АЭС Пенли был отложен на неопределенный срок. Тем не менее, программы раскрутки идеи строительства третьего реактора продолжают проводиться среди местного населения.

## Информация об энергоблоках
| Энергоблок | Тип реакторов     | Мощность | Мощность | Начало строительства | Физпуск    | Подключение к сети | Ввод в эксплуатацию | Закрытие |
| Энергоблок | Тип реакторов     | Чистый   | Брутто   | Начало строительства | Физпуск    | Подключение к сети | Ввод в эксплуатацию | Закрытие |
| ---------- | ----------------- | -------- | -------- | -------------------- | ---------- | ------------------ | ------------------- | -------- |
| Пенли-1    | PWR, P'4 REP 1300 | 1330 МВт | 1382 МВт | 01.09.1982           | 01.04.1990 | 04.05.1990         | 01.12.1990          | —        |
| Пенли-2    | PWR, P'4 REP 1300 | 1330 МВт | 1382 МВт | 01.08.1984           | 10.01.1992 | 04.02.1992         | 01.11.1992          | —        |